# La roue tourne (chanson)
Singles de Zaho
C'est chelou
(2008) Kif'n'dir
(2008)
Singles par Tunisiano
Le Regard des gens
(2008) Je porte plainte
(2008)
La roue tourne est une chanson de la chanteuse algéro-canadienne Zaho, extrait du premier album studio, Dima (2008). Le morceau en collaboration avec le rappeur franco-tunisien Tunisiano est sorti en tant que second single de l'album le 30 juin 2008. Le titre succède à au single C'est chelou. Le titre se classe à la quinzième position des ventes de singles en France.

## Liste des pistes
- Téléchargement digital - EP

1. La roue tourne (Edit radio)
2. La roue tourne (featuring Tunisiano, Edit radio)
3. La roue tourne (featuring Tunisiano)

## Classement hebdomadaire
| Classement (2008-2009)          | Meilleure position |
| ------------------------------- | ------------------ |
| Belgique (Wallonie Ultratip 50) | 4                  |
| France (SNEP)                   | 15                 |

## Historique de sortie
| Pays   | Date            | Format                 | Label |
| ------ | --------------- | ---------------------- | ----- |
| France | 30 juin 2008    | Téléchargement digital | EMI   |
| France | 21 juillet 2008 | CD single              | EMI   |